# Draft WNBA 2019
2018 2020
La draft WNBA 2019 est la cérémonie annuelle de la draft WNBA lors de laquelle les franchises de la WNBA choisissent les joueuses dont elles pourront négocier les droits d’engagement. Les joueuses disputant leur première saison professionnelle sont appelées rookies.
Le choix s'opère dans un ordre déterminé par le classement de la saison précédente, les équipes les plus mal classées sur les deux dernières saisons obtenant les premiers choix. Sont éligibles les joueuses américaines ou scolarisées aux États-Unis allant avoir 22 ans dans l'année calendaire de la draft, ou diplômées ou ayant entamé des études universitaires quatre ans auparavant. Les joueuses « internationales » (ni nées ni ne résidant aux États-Unis) sont éligibles si elles atteignent 20 ans dans l'année suivant la draft.

## Loterie de la draft
| Équipe                      | Bilan 2016-2017 | Bilan 2017 | Chances à la loterie | Choix | Choix | Choix | Choix | Choix |
| Équipe                      | Bilan 2016-2017 | Bilan 2017 | Chances à la loterie | 1er   | 2e    | 3e    | 4e    |       |
| --------------------------- | --------------- | ---------- | -------------------- | ----- | ----- | ----- | ----- | ----- |
| Fever de l'Indiana          | 15-53           | 06-28      | 44,2 %               |       |       |       |       |       |
| Aces de Las Vegas           | 22-46           | 14-20      | 27,6 %               |       |       |       |       |       |
| Sky de Chicago              | 25-43           | 13-21      | 17,8 %               |       |       |       |       |       |
| Liberty de New York         | 29-39           | 07-27      | 10,2 %               |       |       |       |       |       |
| en jaune l’équipe désignée. |                 |            |                      |       |       |       |       |       |

La 18e loterie se tient le 28 août et est diffusée sur ESPN2 durant la mi-temps de la deuxième manche des demi-finales WNBA entre le Dream d'Atlanta et les Mystics de Washington. Bien que le Fever soit l'équipe ayant le plus de chances de remporter le premier choix, celui-ci échoit pour la troisième année consécutive aux Aces de Las Vegas. Le Liberty qui avait ls plus faibles chances hérite de la deuxième place, puis le tirage désigne le Fever et enfin le Sky.

## Joueuses invitées
Douze joueuses sont invitées à assister à la cérémonie de la draft :
- Kristine Anigwe (en), California
- Kalani Brown (en), Baylor
- Napheesa Collier, Connecticut
- Sophie Cunningham, Missouri
- Asia Durr, Louisville
- Megan Gustafson, Iowa
- Han Xu, Xinjiang Magic Deer, Chine
- Teaira McCowan, Mississippi State
- Arike Ogunbowale, Notre Dame
- Katie Lou Samuelson, Connecticut
- Alanna Smith, Stanford
- Jackie Young, Notre Dame

Quelques jours avant la draft, la favorite Sabrina Ionescu renonce à la draft après l'élimination de son équipe des Ducks de l'Oregon au Final Four NCAA, car disposant encore d'une année d'éligibilité universitaire.

## Transactions
Le 1er février 2018, les Aces de Las Vegas annoncent le transfert de Kayla Alexander au Fever de l'Indiana avec un troisième tour de la draft WNBA 2019 en échange d'un deuxième tour de la draft WNBA 2019.
Le 2 février 2018, le Mercury transfère Kelsey Bone aux Aces de Las Vegas contre le 26e choix de la draft WNBA 2018 et le choix de second tour de la draft WNBA 2019 des Aces
Le 7, Natasha Howard est envoyée au Storm de Seattle en échange du 17e choix de la draft WNBA 2018 et d'une option du Lynx de pouvoir inverser les choix des deux franchises au premier tour de la draft WNBA 2019.
Le 6 mars, le Mercury envoie son choix du deuxième tour avec Danielle Robinson contre le premier tour de draft WNBA 2018 du Lynx du Minnesota.
Quelques jours après la draft WNBA 2018, les Aces de Las Vegas et le Lynx du Minnesota concluent un accord envoyant la pivot sud-coréenne Ji-Su Park (17e choix) et l'arrière Khalia Lawrence (24e choix) du Minnesota contre l'ailière Jill Barta (32e choix) choisie par Las Vegas accompagnée du choix de deuxième tour des Aces de la draft 2019.
Le 9 juillet 2018, Layshia Clarendon est échangée avec un second tour de la draft WNBA 2019 par le Dream contre Alex Bentley et envoyée au Sun.
Le 23 juillet 2018, Tayler Hill est échangée par les Mystics contre Aerial Powers et envoyée aux Wings de Dallas. Les Mystics envoient également leur choix du second tour de la draft et un droit d'échange entre leurs choix du premier tour.
Le 10 avril 2019, jour de la draft, le Dream transfère Brianna Turner (Notre-Dame) au Mecrury en échange de Marie Gülich et le Lynx envoie Natisha Hiedeman (Marquette) contre la joueuse du Sun Lexie Brown.

## Draft

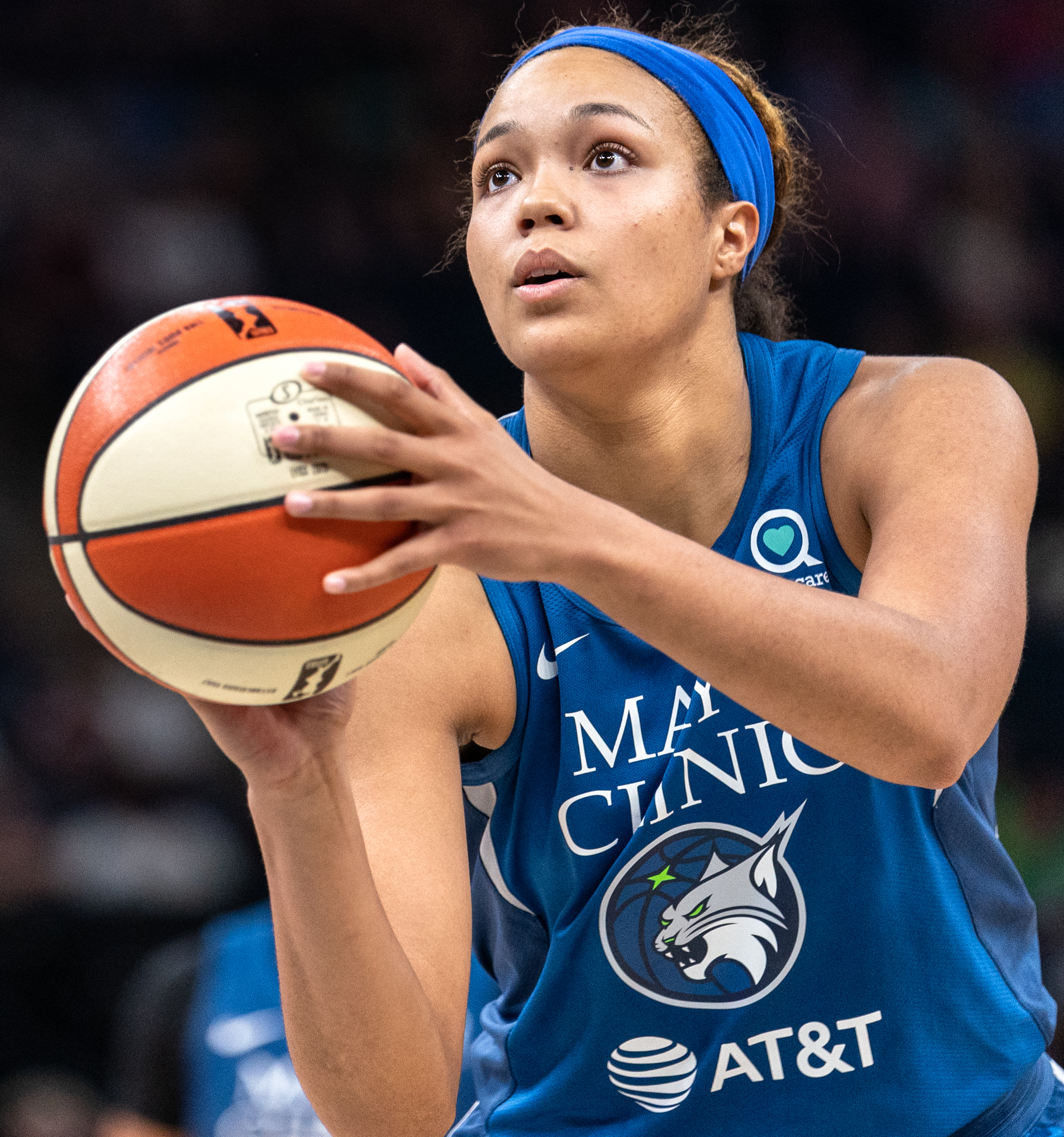
Napheesa Collier, 6e choix de la Draft 2019

### Légende
|   | Signale une joueuse qui a été intronisé au Basketball Hall of Fame                                                         |
|   | Signale une joueuse qui a été sélectionnée pour au moins un match annuel WNBA All-Star Game et une sélection All-WNBA Team |
|   | Signale une joueuse qui a été sélectionnée pour au moins un match annuel WNBA All-Star Game                                |
|   | Signale une joueuse qui a été sélectionnée pour au moins une sélection All-WNBA Team                                       |
| R | Signale la joueuse qui a remporté le titre de WNBA Rookie of the Year                                                      |

### Premier tour
| Choix | Nom                  | Position      | Nationalité | Équipe                | Provenance                    |
| ----- | -------------------- | ------------- | ----------- | --------------------- | ----------------------------- |
| 1     | Jackie Young         | Arrière       | États-Unis  | Aces de Las Vegas     | Notre Dame                    |
| 2     | Asia Durr            | Arrière       | États-Unis  | Liberty de New York   | Louisville                    |
| 3     | Teaira McCowan       | Pivot         | États-Unis  | Fever de l'Indiana    | Mississippi State             |
| 4     | Katie Lou Samuelson  | Ailière       | États-Unis  | Sky de Chicago        | Connecticut                   |
| 5     | Arike Ogunbowale     | Arrière       | États-Unis  | Wings de Dallas       | Notre Dame                    |
| 6     | Napheesa Collier R   | Ailière forte | États-Unis  | Lynx du Minnesota     | Connecticut                   |
| 7     | Kalani Brown (en)    | Pivot         | États-Unis  | Sparks de Los Angeles | Baylor                        |
| 8     | Alanna Smith         | Ailière forte | Australie   | Mercury de Phoenix    | Stanford                      |
| 9     | Kristine Anigwe (en) | Pivot         | États-Unis  | Sun du Connecticut    | California                    |
| 10    | Kiara Leslie (en)    | Arrière       | États-Unis  | Mystics de Washington | NC State                      |
| 11    | Brianna Turner       | Ailière forte | États-Unis  | Dream d'Atlanta       | Notre Dame                    |
| 12    | Ezi Magbegor         | Pivot         | Australie   | Storm de Seattle      | Melbourne Boomers (Australie) |

### Deuxième tour
| Choix | Nom                   | Position      | Nationalité | Équipe                                        | Provenance                      |
| ----- | --------------------- | ------------- | ----------- | --------------------------------------------- | ------------------------------- |
| 13    | Sophie Cunningham     | Arrière       | États-Unis  | Mercury de Phoenix (via le Fever)             | Missouri                        |
| 14    | Han Xu                | Pivot         | Chine       | Liberty de New York                           | Xinjiang Magic Deer (en)(Chine) |
| 15    | Chloe Jackson (en)    | Meneuse       | États-Unis  | Sky de Chicago                                | Baylor                          |
| 16    | Jessica Shepard (en)  | Ailière       | États-Unis  | Lynx du Minnesota (via les Aces)              | Notre Dame                      |
| 17    | Megan Gustafson       | Ailière forte | États-Unis  | Wings de Dallas                               | Iowa                            |
| 18    | Natisha Hiedeman (en) | Arrière       | États-Unis  | Lynx du Minnesota                             | Marquette                       |
| 19    | Marina Mabrey         | Arrière       | États-Unis  | Aces de Las Vegas                             | Notre Dame                      |
| 20    | Cierra Dillard        | Meneuse       | États-Unis  | Lynx du Minnesota (via le Mercury)            | Buffalo                         |
| 21    | Bridget Carleton      | Ailière       | Canada      | Sun du Connecticut (via le Sun puis le Dream) | Iowa State                      |
| 22    | Kennedy Burke         | Meneuse       | États-Unis  | Wings de Dallas (via les Mystics)             | UCLA                            |
| 23    | Maite Cazorla         | Meneuse       | Espagne     | Dream d'Atlanta                               | Oregon                          |
| 24    | Anriel Howard         | Meneuse       | États-Unis  | Storm de Seattle                              | Mississippi State               |

### Troisième tour
| Choix | Nom               | Position | Nationalité | Équipe                            | Provenance                        |
| ----- | ----------------- | -------- | ----------- | --------------------------------- | --------------------------------- |
| 25    | Paris Kea (en)    | Arrière  | États-Unis  | Aces de Las Vegas                 | North Carolina                    |
| 26    | Megan Huff        | Ailière  | États-Unis  | Liberty de New York               | Utah                              |
| 27    | María Conde       | Ailière  | Espagne     | Sky de Chicago                    | Wisła Cracovie (Pologne)          |
| 28    | Caliya Robinson   | Ailière  | États-Unis  | Fever de l'Indiana (via les Aces) | Georgia                           |
| 29    | Morgan Bertsch    | Ailière  | États-Unis  | Wings de Dallas                   | UC Davis                          |
| 30    | Kenisha Bell (en) | Meneuse  | États-Unis  | Lynx du Minnesota                 | Minnesota                         |
| 31    | Ángela Salvadores | Meneuse  | Espagne     | Aces de Las Vegas                 | Porta XI Ensino (en) (Espagne)    |
| 32    | Arica Carter      | Arrière  | États-Unis  | Mercury de Phoenix                | Louisville                        |
| 33    | Regan Magarity    | Ailière  | Suède       | Sun du Connecticut                | Virginia Tech                     |
| 34    | Sam Fuehring      | Ailière  | États-Unis  | Mystics de Washington             | Louisville                        |
| 35    | Li Yueru (en)     | Pivot    | Chine       | Dream d'Atlanta                   | Guangdong Vermilion Birds (Chine) |
| 36    | Macy Miller       | Meneuse  | États-Unis  | Storm de Seattle                  | South Dakota State                |

Pour l'analyste d'ESPN Mechelle Voepel Phoenix et Minnesota ont fait les meilleurs choix possibles lors de la draft avec d'une part Alanna Smith et Brianna Turner (via Atlanta), et d'autre part Napheesa Collier.